# Joanne Telesford
Joanne Telesford (Paramaribo, 15 april 1965) is een Nederlandse musicalster, actrice en presentatrice. Ze speelde onder andere een rol in de musicals Tarzan, The Lion King, The Official Tribute to the Blues Brothers en Fame.

## Achtergrond
Telesford kreeg acteerlessen van Mara Otten. Ze volgde acteerworkshops bij VandenEnde/Gosschalk en nam deel aan workshops Presenteren bij Jaco Kirchjunger van Presenterenleren en bij Marca van den Broek van AngelCoaching. Zij kreeg zanglessen van Rob Stallinga, Jimmy Hudchinson, Margo Giselle en Setske Mostaert.

### Theater
Telesford speelde de hoofdrol van "Miss Sherman" in Fame. Ze was "Bluette" in The Official Tribute to the Blues Brothers en speelde "Sarabi" en understudy "Shenzi" in The Lion King. Hierna speelde ze de hoofdrol in de theatershow The Soul of Motown. 
Vervolgens speelde Telesford de rol van "Kala" in  Tarzan. Eerst was ze de alternate van Chaira Borderslee, tijdens het seizoen 2008/2009 was ze 1e cast voor de rol van "Kala". Na Tarzan was Telesford vanaf 18 september 2009 te zien als "Motormouth Maybelle" in  Hairspray.
Na de theatertournee van Hairspray was Joanne Telesford vanaf 17 juni 2010 te zien als "Sylvia" in Love me Tender nadat de originele vertolkster Erica Yong een blessure opliep. Op maandag liep Erica de blessure op en op donderdag was Joanne klaar om de rol over te nemen.
In het theaterseizoen 2010/2011 was Telesford te zien als "Pearl" in de musical  Daddy Cool.
Telesford was gecast als "Oda Mae" in  Ghost met onder andere Freek Bartels, Ton Sieben en Celinde Schoenmaker, maar deze productie is geannuleerd. In februari 2016 speelt ze in musical Amandla! Mandela de rol van "Winnie Mandela".
Tijdens seizoen 2023/2024 speelt Joanne de rol van "Kandake" in Aida (musical).

### Televisie
Vervulde diverse gastrollen in Goede tijden, slechte tijden, Onderweg naar Morgen en Het Huis Anubis. Ze had ook een stemrol in Total Drama Island. Ze was te zien in verschillende televisiecommercials waaronder Calgon, Postbus 51 en De Meisjes van Verkade. Ze was voorts te zien in Vrouw Zijn (EO) en Koffietijd. Zij was in het eerste half jaar 2009 te zien in een spotje van Frisia Financieringen. Daarnaast spreekt ze de stem in van "Amma" in Britse kinderserie ‘BING’.

### Muziek
Telesford dirigeerde verschillende gospelkoren in Amsterdam en Rotterdam en verleende haar medewerking aan benefietconcerten van "KWF Kankerbestrijding" en "War Child". Trad op met The Supremes, The Three Degrees en Jocelyn Brown.

### Presenteren
Ze presenteerde het concert van Young Gifted and Black in het Koninklijk Concertgebouw in Amsterdam. Ze was tevens de presentatrice op het Gospelfestival 2008 in de Heineken Music Hall.

### Nasychronisatie
Telesford is in diverse Walt Disney films terug te horen. In de Nederlandse versie van de film Cars 3 is ze de stem van "Louise Nash". In De prinses en de kikker spreekt Telesford de stem in van Tiana's moeder, "Eudora". In 2018 deed ze voor de Nederlandse versie van de film Incredibles 2 de stem van "Honey" (de vrouw van Frozone / Lucius Best). Ook is ze de stem van "Ramonda" in de animatieserie What If...?, "Mary Lou" in Good Luck Charlie, "Drill Sergeant" in Zootropolis, "Mama Luna" in De Gelaarsde Kat 2: De Laatste Wens, Bezorger in Elemental, de Grand Councilwoman in de live-action remake Lilo & Stitch en deed ze diverse stemmen in Star Wars Rebels, Star Wars: The Bad Batch en Star Wars: Visions.

## Familie
Ook dochters Lovella Telesford en Candl Telesford staan op de planken; de eerste doet stand-upcomedy, de tweede is diskjockey.